# Джермані Тауншип (Пенсільванія)
Джермані Тауншип (англ. Germany Township) — селище (англ. township) в США, в окрузі Адамс штату Пенсільванія. Населення — 2844 особи (2020).

## Демографія
Згідно з переписом 2010 року, у селищі мешкало 2700 осіб у 972 домогосподарствах у складі 787 родин. Було 1015 помешкань
Расовий склад населення:
| - 97,2 % — білих - 0,9 % — азіатів - 0,3 % — чорних або афроамериканців - 0,1 % — корінних американців |

До двох чи більше рас належало 1,2 %. Частка іспаномовних становила 1,4 % від усіх жителів.
За віковим діапазоном населення розподілялося таким чином: 24,1 % — особи молодші 18 років, 62,2 % — особи у віці 18—64 років, 13,7 % — особи у віці 65 років та старші. Медіана віку мешканця становила 42,8 року. На 100 осіб жіночої статі у селищі припадало 101,6 чоловіків;  на 100 жінок у віці від 18 років та старших — 99,2 чоловіків також старших 18 років.
Середній дохід на одне домашнє господарство  становив 87 107 доларів США (медіана — 75 833), а середній дохід на одну сім'ю — 96 089 доларів (медіана — 86 389). Медіана доходів становила 47 269 доларів для чоловіків та 45 388 доларів для жінок. За межею бідності перебувало 5,1 % осіб, у тому числі 9,5 % дітей у віці до 18 років та 2,1 % осіб у віці 65 років та старших.
Цивільне працевлаштоване населення становило 1443 особи. Основні галузі зайнятості: освіта, охорона здоров'я та соціальна допомога — 19,8 %, виробництво — 17,9 %, роздрібна торгівля — 12,5 %, мистецтво, розваги та відпочинок — 9,9 %.